# 1953 w literaturze
Wydarzenia literackie w 1953 roku.

## Wydarzenia
- polskie
  - w Krakowie powstało Wydawnictwo Literackie
  - władze zlikwidowały Tygodnik Powszechny

## Nowe książki
- polskie
  - Czesław Miłosz
    - Zdobycie władzy
    - Zniewolony umysł

  - Sławomir Mrożek
    - Opowiadania z Trzmielowej Góry
    - Półpancerze praktyczne

  - antologia Bój to jest nasz ostatni
- zagraniczne
  - Saul Bellow – Przygody Augiego Marcha (The Adventures of Augie March)
  - Louis Paul Boon – Droga z kapliczką (De Kapellekensbaan)
  - Alejo Carpentier – Podróż do źródeł czasu (Los pasos perdidos)
  - Agatha Christie
    - Po pogrzebie (After the Funeral)
    - Kieszeń pełna żyta (A Pocketful of Rye)

  - Ian Fleming – Casino Royale
  - Maurice Gilliams – Zima w Antwerpii
  - Vladimir Nabokov – Dar (Дар)
  - Clive Staples Lewis – Opowieści z Narnii: Srebrne krzesło (The Silver Chair)
  - Alain Robbe-Grillet – Gumy (Les Gommes)
  - Georges Simenon – Maigret i człowiek z ławki (Maigret et l’homme du banc)

## Nowe dramaty
- polskie
  - Witold Gombrowicz – Ślub
- zagraniczne
  - Jean Anouilh – Skowronek (L'Alouette)

## Nowe poezje
- polskie
  - Czesław Miłosz – Światło dzienne
- zagraniczne
  - Yves Bonnefoy – Du mouvement et de l'immobilité de Douve
  - Elizabeth Jennings – Poems[1]
  - D.J. Enright – The Laughing Hyena[1]

## Nowe prace naukowe
- zagraniczne
  - Winston Churchill – Druga wojna światowa (The Second World War)
  - Ludwig Wittgenstein – Dociekania filozoficzne (Philosophische Untersuchungen)

## Urodzili się
- 1 stycznia – Henryk Mażul, polski poeta
- 6 stycznia – Andrzej Krzepkowski, polski pisarz fantastycznonaukowy (zm. 1990)
- 7 stycznia – Mieczysław Prószyński, polski wydawca
- 8 stycznia – Glenn Cooper, amerykański autor thrillerów
- 9 stycznia – David Hewson, brytyjski pisarz
- 10 stycznia – Jan Polkowski, polski poeta, prozaik, redaktor
- 16 stycznia – Zdzisław Antolski, polski poeta (zm. 2023)
- 23 stycznia – Cathy Hopkins, brytyjska pisarka
- 25 stycznia – Dževad Karahasan, bośniacki pisarz, eseista i dramaturg (zm. 2023)
- 3 lutego – Magdalena Jankowska, polska poetka, krytyk teatralny i pisarka
- 5 lutego – Giannina Braschi, portorykańska poetka, nowelistka, dramaturg
- 9 lutego – Valeriu Butulescu, rumuński poeta i dramatopisarz
- 17 lutego – Alain Claude Sulzer, szwajcarski pisarz, tłumacz i dziennikarz
- 24 lutego – Jane Hirshfield, amerykańska poetka
- 4 marca – Daniel Woodrell, amerykański autor kryminałów
- 5 marca – Katarina Frostenson, szwedzka poetka, pisarka i tłumaczka
- 6 marca – Jan Kjærstad, norweski prozaik i krytyk literacki
- 10 marca
  - Åke Edwardson, szwedzki autor powieści kryminalnych
  - Anna Kołyszko, polska tłumaczka literatury anglojęzycznej (zm. 2009)
- 12 marca – Carl Hiaasen, amerykański pisarz i dziennikarz
- 15 marca – Brian Haig, amerykański pisarz i wojskowy
- 18 marca – Franz Wright(inne języki), amerykański poeta (zm. 2015)
- 21 marca – Tadeusz Biedzki, polski pisarz, dziennikarz, podróżnik
- 26 marca – Michał Sobelman, polsko-izraelski tłumacz literatury hebrajskiej (zm. 2024)
- 27 marca – Stanisława Kopiec, polska poetka (zm. 2012)
- 28 marca – Wacław Grabkowski, polski pisarz
- 29 marca – Georg Klein, niemiecki pisarz
- 3 kwietnia – Jerzy Szymik, polski poeta, eseista i literaturoznawca
- 5 kwietnia – Jóanes Nielsen, farerski poeta, prozaik
- 12 kwietnia – Andrzej Sarwa, polski pisarz, poeta, tłumacz, dziennikarz
- 17 kwietnia – Dany Laferrière, haitańsko-kanadyjski pisarz
- 20 kwietnia – Sebastian Faulks, angielski powieściopisarz[2]
- 28 kwietnia
  - Roberto Bolaño, chilijski poeta i prozaik (zm. 2003)
  - Jiří Holý, czeski literaturoznawca
- 1 maja – Joanna Szczepkowska, polska pisarka i felietonistka
- 3 maja – Marek Samselski, polski pisarz, felietonista
- 25 maja
  - Eve Ensler, amerykańska dramatopisarka i feministka
  - Stan Sakai, amerykański twórca komiksów pochodzenia japońskiego
- 31 maja – Teodora Pikula, polska rzeźbiarka i poetka
- 12 czerwca – Tess Gerritsen, amerykańska pisarka thrillerów
- 20 czerwca – Robert Crais, amerykański autor powieści sensacyjno-kryminalnych
- 26 czerwca – Danuta Góralska-Nowak, polska poetka i prozatorka
- 28 czerwca – Tadeusz Zysk, polski wydawca
- 29 czerwca – Krzysztof Masłoń, polski dziennikarz, publicysta, krytyk literacki
- 3 lipca – Krzysztof Gedroyć, polski poeta, prozaik, historyk sztuki (zm. 2020)
- 8 lipca – Anna Quindlen, amerykańska pisarka
- 9 lipca – Thomas Ligotti, amerykański pisarz horrorów i weird fiction
- 13 lipca – Vairamuthu, indyjski poeta
- 18 lipca – Sergiusz Sterna-Wachowiak, polski poeta, prozaik, eseista, krytyk literacki, tłumacz
- 23 lipca – Kamil Sipowicz, polski poeta, dziennikarz, malarz
- 25 lipca – Barbara Haworth-Attard, kanadyjska pisarka literatury dla dzieci i młodzieży
- 29 lipca – Dominique Bona, francuska pisarka i krytyczka literacka
- 1 sierpnia – Jerzy Suchanek, polski pisarz, poeta, publicysta (zm. 2018)
- 14 sierpnia – Stanisław Rosiek, polski historyk literatury, pisarz, wydawca
- 15 sierpnia – Wolfgang Hohlbein, niemiecki prozaik
- 17 sierpnia
  - Herta Müller, niemiecka pisarka, laureatka literackiej Nagrody Nobla
  - Korrie Layun Rampan, indonezyjski pisarz, krytyk literacki i polityk (zm. 2015)
  - Jan Sochoń, polski poeta, krytyk literacki, teolog i filozof
- 18 sierpnia – Ma Jian, chiński pisarz
- 25 sierpnia – Uładzimir Arłou, białoruski historyk i poeta
- 31 sierpnia – Wojciech Banach, polski poeta, inżynier elektryk oraz kolekcjoner (zm. 2022)
- 3 września – Paweł Soroka, polski politolog, poeta i dziennikarz
- 6 września – Ljiljana Habjanović Đurović, serbska pisarka
- 10 września – Pat Cadigan, amerykańska pisarka science fiction
- 11 września – Alicja Bykowska-Salczyńska, polska poetka
- 12 września – Elżbieta Nowicka, polska historyk literatury
- 13 września – Valdete Antoni, albańska poetka i dziennikarka
- 16 września – Nancy Huston, kanadyjska pisarka i eseistka
- 19 września – Dina Rubina, izraelska pisarka pisząca w języku rosyjskim
- 27 września – Mykoła Riabczuk, ukraiński poeta, krytyk literacki, eseista i publicysta
- 28 września – Piotr Kokociński, polski pisarz i scenarzysta
- 29 września – Elżbieta Wojnarowska, polska powieściopisarka, poetka, pieśniarka
- 30 września – S.M. Stirling, amerykański pisarz fantastyki
- 6 października – Karol Chmel, słowacki poeta i tłumacz
- 13 października – Stanisław Dziedzic, polski historyk literatury, publicysta, kulturoznawca (zm. 2021)
- 15 października – Walter Jon Williams, amerykański pisarz sf i fantasy
- 19 października – Ludwik Janion, polski poeta i prozaik
- 2 listopada – Teresa Kaczorowska, polska reporterka, pisarka, poetka
- 11 listopada – Dominik W. Rettinger, polski pisarz, scenarzysta, reżyser
- 14 listopada
  - Marek Słyk, polski prozaik i poeta, przedstawiciel literackiego postmodernizmu (zm. 2019)
  - Tor Ulven, norweski pisarz i poeta (zm. 1995)
  - Dominique de Villepin, francuski polityk, poeta i eseista
- 18 listopada – Alan Moore, brytyjski scenarzysta komiksowy i pisarz
- 19 listopada – Bronisław Maj, polski poeta, eseista, scenarzysta, krytyk literacki, tłumacz i felietonista
- 21 listopada – Krzysztof Rutkowski, polski historyk literatury romantycznej, dziennikarz, tłumacz i eseista
- 25 listopada – Mark Frost, amerykański pisarz
- 29 listopada
  - Andrzej Dziurawiec, polski pisarz i scenarzysta
  - Jerzy Grundkowski, polski pisarz (zm. 2016)
- 3 grudnia – Patrick Chamoiseau, martynikański pisarz
- 7 grudnia – Marian Piotr Rawinis, polski pisarz i dziennikarz (zm. 2021)
- 15 grudnia
  - Lech M. Jakób, polski poeta, powieściopisarz, aforysta (zm. 2021)
  - Robert Charles Wilson, kanadyjski pisarz science fiction
- 20 grudnia – Wojciech Gawłowski, polski poeta
- 21 grudnia – Svetislav Basara, serbski pisarz i publicysta
- 30 grudnia – Urszula Małgorzata Benka, polska poetka i tłumaczka literatury francuskiej i angielskiej

Data dzienna nieznana:
- Kjell Eriksson, szwedzki autor kryminałów
- Krzysztof Konopa, polski poeta i satyryk (zm. 2020)

## Zmarli
- 4 stycznia – Jindřich Heisler, czeski poeta, tłumacz i plastyk, surrealista (ur. 1914)
- 11 stycznia – Hans Aanrud, norweski prozaik tworzący w języku bokmål (ur. 1863)
- 12 lutego – Leon Choromański, polski pisarz, poeta, dramaturg, tłumacz oraz satyryk (ur. 1872)
- 20 lutego – Vydūnas, litewski pisarz, nauczyciel i filozof (ur. 1868)
- 25 lutego – Mokichi Saitō, japoński poeta (ur. 1882)
- 23 marca – Oskar Luts, estoński pisarz (ur. 1887)
- 20 kwietnia – Erich Weinert, niemiecki poeta i publicysta (ur. 1890)
- 24 kwietnia – Iwan Sołoniewicz, rosyjski dziennikarz, publicysta, pisarz (ur. 1891)
- 8 maja – Marius Leblond, francuski pisarz z Reunionu (ur. 1877)
- 9 czerwca
  - Michał Asanka-Japołł, polski literat, publicysta i pedagog (ur. 1885)
  - Ugo Betti, włoski prozaik i poeta (ur. 1892)
- 30 czerwca – Elsa Beskow, szwedzka pisarka i ilustratorka książek dla dzieci (ur. 1874)
- 2 lipca – Zygmunt Leśnodorski, polski literat, krytyk i historyk literatury (ur. 1907)
- 16 lipca – Hilaire Belloc, angielski pisarz pochodzenia francuskiego (ur. 1870)
- 26 lipca – Stanisław Wasylewski, polski dziennikarz, eseista, krytyk literacki, tłumacz (ur. 1885)
- 31 lipca – Kornel Makuszyński, polski pisarz i felietonista (ur. 1884)
- 5 października – Friedrich Wolf, niemiecki pisarz (ur. 1888)
- 2 listopada – Mae Virginia Cowdery, amerykańska poetka (ur. 1909)
- 8 listopada – Iwan Bunin, rosyjski poeta i nowelista (ur. 1870)
- 9 listopada – Dylan Thomas, walijski poeta (ur. 1914)
- 27 listopada – Eugene O’Neill, amerykański dramaturg, laureat Nagrody Nobla (ur. 1888)
- 30 listopada – Francis Picabia, francuski malarz i poeta dadaistyczny (ur. 1879)
- 6 grudnia – Konstanty Ildefons Gałczyński, polski poeta (ur. 1905)
- 11 grudnia – Sedat Simavi, turecki wydawca, dziennikarz, rysownik, pisarz, filmowiec (ur. 1896)
- 14 grudnia – Marjorie Kinnan Rawlings, amerykańska pisarka (ur. 1896)
- 26 grudnia – Lulah Ragsdale, amerykańska powieściopisarka i poetka (ur. 1862)
- 27 grudnia – Julian Tuwim, polski poeta (ur. 1894)

## Nagrody
- Nagroda Nobla – Winston Churchill
- Bollingen Prize for Poetry – Archibald MacLeish i William Carlos Williams
- Nagroda Pulitzera – Ernest Hemingway